# Hyllisia laterialba
Hyllisia laterialba là một loài bọ cánh cứng trong họ Cerambycidae.